# Будаков, Аркадий Васильевич
Арка́дий Васи́льевич Будако́в (14 января 1916, Берёзовая Заводь, Костромская губерния — 20 августа 2003, Москва) — советский дипломат. Чрезвычайный и полномочный посол.

## Биография
Аркадий Васильевич Будаков родился 14 января 1916 года в деревне Берёзовая Заводь, там же окончил среднюю школу.
Член ВКП(б). Участник Великой Отечественной войны. Окончил Кировский государственный педагогический институт (1937).
- В 1945—1946 годах — сотрудник центрального аппарата НКИД СССР.
- В 1946—1948 годах — второй секретарь посольства СССР во Франции.
- В 1949—1950 годах — второй, затем первый секретарь I Европейского отдела МИД СССР.
- В 1951—1954 годах — помощник заместителя министра иностранных дел СССР.
- В 1954—1956 годах — советник посольства СССР в Чехословакии.
- В 1956—1958 годах — советник I Европейского отдела МИД СССР.
- В 1958—1959 годах — заместитель заведующего Отделом стран Африки МИД СССР.
- С 13 октября 1959 по 26 июля 1965 года — чрезвычайный и полномочный посол СССР в Эфиопии.
- В 1965—1969 годах — на ответственной работе в центральном аппарате МИД СССР.
- С 15 февраля 1969 по 24 мая 1972 года — чрезвычайный и полномочный посол СССР в Конго (Браззавиль).
- В 1972—1979 годах — на ответственной работе в центральном аппарате МИД СССР.

С 1979 года — на пенсии.
Похоронен на Троекуровском кладбище Москвы (участок 10) рядом с супругой.

## Награды
- Орден Отечественной войны II степени (6 апреля 1985);
- Орден Трудового Красного Знамени (22 октября 1971)[2];
- Орден «Знак Почёта» (31 декабря 1966).

## Комментарии
1. ↑  Ныне — рабочий посёлок имени М. И. Калинина в Ветлужском районе Нижегородской области.